# Daybreak's Bell
"Daybreak's Bell" é o trigésimo terceiro single da banda japonesa L'Arc~en~Ciel, lançado em 10 de outubro de 2007 e incluído no álbum Kiss. Também possui uma faixa do P'unk~en~Ciel, "Natsu no Yuutsu [Sea in Blood 2007]", um remake de seu quarto single "Natsu no Yuu-utsu (Time to Say Good-bye)". Estreou na primeira posição da parada Oricon Singles Chart.
Daybreak's Bell foi usada como primeira abertura do anime Mobile Suit Gundam 00, e como tema de encerramento para os últimos episódios de cada temporada. O primeiro lote do single possuía uma memorabilia Gundam 00. A versão utilizada em Gundam 00  também está disponível no jogo de Nintendo DS Metcha! Taiko no Tatsujin DS: Nanatsu no Shima no Daibouken.

## Faixas
Todas as letras escritas por Hyde, todas as músicas compostas por Ken.
| N.º            | Título                                                                       | Duração |  |
| 1.             | "Daybreak's Bell"                                                            | 4:12    |  |
| 2.             | "Natsu no Yuu-utsu (夏の憂鬱) [Sea in Blood 2007]" (P'unk~en~Ciel)           | 4:10    |  |
| 3.             | "Daybreak's Bell" (Hydeless Version)                                         | 4:12    |  |
| 4.             | "Natsu no Yuu-utsu (夏の憂鬱) [Sea in Blood 2007]" (Tetsu P'unkless Version) | 4:08    |  |
| Duração total: | Duração total:                                                               | 16:43   |  |

### Desempenho
| Rank diário | Rank semanal | Vendas  |
| ----------- | ------------ | ------- |
| 1           | 1            | 179.000 |

## Ficha técnica
- Hyde – vocais
- Ken – guitarra
- Tetsu – baixo
- Yukihiro – bateria